# Ufuk Ekici
Ufuk Ekici (nascido a 4 de julho, 1994), conhecido pelo nome artístico UFFEII, é um rapper e cantor sueco de Gotemburgo, Suécia.

## Carreira
UFFEII aventurou-se numa carreira musical em 2019 pouco depois de se ter mudado para Malta. Começou a fazer música Reggaeton em sueco, lançando o seu primeiro single Diva em 2019. Foi em Malta que adotou o seu nome artístico, escolhendo UFFEII devido ao seu nome completo, Ufuk Ekici, que encurtou.
Em 2021, UFFEII começou a trabalhar com um produtor em Macau e passou a fazer músicas de reggaeton e pop em inglês misturado com latino.  Lançou um single intitulado Shake Your Room em Janeiro de 2022.. Alguns meses mais tarde, ele lançou Pick it up e, ainda, outro single.